# إريك هاتشينسون
إريك هاتشينسون (بالإنجليزية: Eric Hutchinson)‏ هو مغني ومغن مؤلف أمريكي، ولد في 8 سبتمبر 1980 في واشنطن العاصمة في الولايات المتحدة.

## وصلات خارجية
- الموقع الرسمي
- إريك هاتشينسون على موقع ميوزك برينز (الإنجليزية)
- إريك هاتشينسون على موقع أول ميوزيك (الإنجليزية)
- إريك هاتشينسون على موقع ديسكوغز (الإنجليزية)